# N582 (België)
De N582 is een gewestweg in België tussen Blancs Trieux (N90) en Gosselies (N5). De weg heeft een lengte van ongeveer 13 kilometer.
De gehele weg bestaat uit twee rijstroken voor beide richtingen samen.

## Plaatsen langs N582
- Blancs Trieux
- Fontaine-l'Évêque
- Forchies-la-Marche
- Souvret
- Courcelles
- Gosselies